# Francesc Palanca i Roca
Francesc Palanca i Roca (Alzira, 11 d'agost de 1834 - València, 17 d'agost de 1897), fou un dramaturg valencià.
Fou un popular autor dramàtic i un dels més respectats i influents de la seua època. Era fill d'un forner i no va tenir accés a l'educació formal fins a edat molt avançada; no va aprendre a llegir fins als disset anys i a escriure fins als vint-i-sis. De fet, es diu que la seua primera obra teatral, Llàgrimes d'una femella, li l'hagué de dictar a un company que sí que sabia escriure.
Tot i les dificultats, gaudia d'un gran enginy i una gran facilitat per a versificar. Es va fer famós per les seves peces teatrals de propaganda política. En la seva memòria, any enrere any, es lliura el Premi de Teatre Francesc Palanca i Roca dintre dels Premis Literaris Ciutat d'Alzira).

## Obra teatral
Llista no exhaustiva
- La ballá de Sen Fransés. Ed. facsímil. Biblioteca Virtual Joan Lluís Vives. Biblioteca Dramàtica Valenciana.

Original: Valencia, F. Campos, 1868.
- La gata moixa: (choquet en un acte de costums valensianes, orichinal y en vers). Ed. facsímil. Biblioteca Universitaria. Biblioteca de la Universidad de Alicante.

Original: Valencia, Juan Mariana y Sanz, 1874.
- ¡¡El sòl de Rusafa!!: sarsuela en un acte, y en vers / orichinal de Francisco Palanca y Ròca; música de Juan García y Catalá. Ed. facsímil. Biblioteca Virtual Joan Lluís Vives. Biblioteca Dramàtica Valenciana.

Original: Valencia, José Mateu Garín, 1861.
- Secanistes de Bixquert ó Al vell carabasa en ell : comedia bilingüe, en dos actes y en vers / orichinal de Francisco Palanca y Roca. Ed. facsímil. Biblioteca Virtual Joan Lluís Vives. Biblioteca Dramàtica Valenciana.

Original: Játiva, Blas Bellver, 1867.
- El secret del agüelo : pesa bilingüe en un acte y en vers, de costums valensianes / orichinal de Francisco Palanca y Roca. Ed. facsímil. Biblioteca Virtual Joan Lluís Vives. Biblioteca Dramàtica Valenciana. Biblioteca Universitaria.

Original: Valencia, [s.n.] (Vitorino León, 1870).
- El secret del agüelo : pesa bilingüe en un acte y en vers de costums valensianes. Ed. facsímil. Biblioteca Universitaria. Biblioteca de la Universidad de Alicante.

Original: Valencia, [S. n.], 1870 (Imprenta de Victorino León).

## Obra poètica
Palanca i Roca va publicar, l'any 1888, "Lo romancer valencià: ressenya de totes les festes de costums populars valencianes que tenen lloch en la nostra capital". Conformen aquest llibre diverses parts diferenciades: la primera, titulada pròpiament Lo romancer valencià, de temàtica costumista, va ser presentada per l'autor a un concurs de Lo Rat Penat, encara que no obtingué el premi per resultar -segons el jurat- massa exhaustiva i diversa en la seua temàtica.
La segona part del llibre, anomenada Troços y mosos o Ensisam de totes herbes, consta d'un aplec de poemes de temàtica molt diversa. Hi predominen els poemes de circumstàncies, els patriòtics, els religiosos i aquells que l'autor inclogué sota el títol de secció de "Grans de mostaça". Com a nota lleument discordant, trobem dins del llibre la llegenda "Donya Blanca de Moncada", de caràcter èpic i tràgic, que segueix la moda del Romanticisme i l'estela d'autors castellans com José de Espronceda o José Zorrilla.